# Arrondissement Dieppe
Das Arrondissement Dieppe ist eine Verwaltungseinheit des französischen Départements Seine-Maritime innerhalb der Region Normandie. Verwaltungssitz (Unterpräfektur) ist Dieppe.
Im Arrondissement liegen sieben Wahlkreise (Kantone):

## Wahlkreise
- Kanton Dieppe-1
- Kanton Dieppe-2
- Kanton Eu
- Kanton Gournay-en-Bray
- Kanton Luneray
- Kanton Neufchâtel-en-Bray (mit 66 von 70 Gemeinden)
- Kanton Saint-Valery-en-Caux (mit 61 von 71 Gemeinden)

## Gemeinden
Die Gemeinden des Arrondissements Dieppe sind:
| 1. Ambrumesnil (76004)                 | 2. Ancourt (76008)                      | 3. Ancourteville-sur-Héricourt (76009)  | 4. Angiens (76015)                       |
| 5. Anglesqueville-la-Bras-Long (76016) | 6. Anneville-sur-Scie (76019)           | 7. Ardouval (76024)                     | 8. Argueil (76025)                       |
| 9. Arques-la-Bataille (76026)          | 10. Aubéguimont (76028)                 | 11. Aubermesnil-aux-Érables (76029)     | 12. Aubermesnil-Beaumais (76030)         |
| 13. Auberville-la-Manuel (76032)       | 14. Aumale (76035)                      | 15. Auppegard (76036)                   | 16. Autigny (76040)                      |
| 17. Auvilliers (76042)                 | 18. Auzouville-sur-Saâne (76047)        | 19. Avesnes-en-Bray (76048)             | 20. Avesnes-en-Val (76049)               |
| 21. Avremesnil (76050)                 | 22. Bacqueville-en-Caux (76051)         | 23. Bailleul-Neuville (76052)           | 24. Baillolet (76053)                    |
| 25. Bailly-en-Rivière (76054)          | 26. Baromesnil (76058)                  | 27. Bazinval (76059)                    | 28. Beaubec-la-Rosière (76060)           |
| 29. Beaussault (76065)                 | 30. Beautot (76066)                     | 31. Beauval-en-Caux (76063)             | 32. Beauvoir-en-Lyons (76067)            |
| 33. Bellencombre (76070)               | 34. Bellengreville (76071)              | 35. Belleville-en-Caux (76072)          | 36. La Bellière (76074)                  |
| 37. Belmesnil (76075)                  | 38. Bertheauville (76083)               | 39. Bertreville (76084)                 | 40. Bertreville-Saint-Ouen (76085)       |
| 41. Bertrimont (76086)                 | 42. Beuzeville-la-Guérard (76091)       | 43. Bézancourt (76093)                  | 44. Biville-la-Baignarde (76096)         |
| 45. Biville-la-Rivière (76097)         | 46. Blangy-sur-Bresle (76101)           | 47. Blosseville (76104)                 | 48. Le Bois-Robert (76112)               |
| 49. Bosc-Bérenger (76119)              | 50. Bosc-Hyons (76124)                  | 51. Bosc-Mesnil (76126)                 | 52. Bosville (76128)                     |
| 53. Bouelles (76130)                   | 54. Le Bourg-Dun (76133)                | 55. Bourville (76134)                   | 56. Brachy (76136)                       |
| 57. Bracquetuit (76138)                | 58. Bradiancourt (76139)                | 59. Brametot (76140)                    | 60. Brémontier-Merval (76142)            |
| 61. Bully (76147)                      | 62. Bures-en-Bray (76148)               | 63. Butot-Vénesville (76732)            | 64. Cailleville (76151)                  |
| 65. Callengeville (76122)              | 66. Calleville-les-Deux-Églises (76153) | 67. Campneuseville (76154)              | 68. Canehan (76155)                      |
| 69. Canouville (76156)                 | 70. Cany-Barville (76159)               | 71. Le Catelier (76162)                 | 72. Le Caule-Sainte-Beuve (76166)        |
| 73. Les Cent-Acres (76168)             | 74. La Chapelle-du-Bourgay (76170)      | 75. La Chapelle-Saint-Ouen (76171)      | 76. La Chapelle-sur-Dun (76172)          |
| 77. La Chaussée (76173)                | 78. Clais (76175)                       | 79. Clasville (76176)                   | 80. Cleuville (76180)                    |
| 81. Colmesnil-Manneville (76184)       | 82. Compainville (76185)                | 83. Conteville (76186)                  | 84. Crasville-la-Mallet (76189)          |
| 85. Crasville-la-Rocquefort (76190)    | 86. Criel-sur-Mer (76192)               | 87. La Crique (76193)                   | 88. Criquetot-sur-Longueville (76197)    |
| 89. Criquiers (76199)                  | 90. Critot (76200)                      | 91. Croisy-sur-Andelle (76201)          | 92. Croixdalle (76202)                   |
| 93. Cropus (76204)                     | 94. Crosville-sur-Scie (76205)          | 95. Cuverville-sur-Yères (76207)        | 96. Cuy-Saint-Fiacre (76208)             |
| 97. Dampierre-en-Bray (76209)          | 98. Dampierre-Saint-Nicolas (76210)     | 99. Dancourt (76211)                    | 100. Dénestanville (76214)               |
| 101. Dieppe (76217)                    | 102. Doudeauville (76218)               | 103. Douvrend (76220)                   | 104. Drosay (76221)                      |
| 105. Elbeuf-en-Bray (76229)            | 106. Ellecourt (76233)                  | 107. Envermeu (76235)                   | 108. Ermenouville (76241)                |
| 109. Ernemont-la-Villette (76242)      | 110. Esclavelles (76244)                | 111. Étaimpuis (76249)                  | 112. Étalondes (76252)                   |
| 113. Eu (76255)                        | 114. Fallencourt (76257)                | 115. Ferrières-en-Bray (76260)          | 116. La Ferté-Saint-Samson (76261)       |
| 117. Fesques (76262)                   | 118. La Feuillie (76263)                | 119. Flamets-Frétils (76265)            | 120. Flocques (76266)                    |
| 121. Fontaine-en-Bray (76269)          | 122. Fontaine-le-Dun (76272)            | 123. La Fontelaye (76274)               | 124. Forges-les-Eaux (76276)             |
| 125. Foucarmont (76278)                | 126. Fréauville (76280)                 | 127. Fresles (76283)                    | 128. Fresnay-le-Long (76284)             |
| 129. Fresnoy-Folny (76286)             | 130. Freulleville (76288)               | 131. Fry (76292)                        | 132. La Gaillarde (76294)                |
| 133. Gaillefontaine (76295)            | 134. Gancourt-Saint-Étienne (76297)     | 135. Gonnetot (76306)                   | 136. Gonneville-sur-Scie (76308)         |
| 137. Gournay-en-Bray (76312)           | 138. Grainville-la-Teinturière (76315)  | 139. Grandcourt (76320)                 | 140. Les Grandes-Ventes (76321)          |
| 141. Graval (76323)                    | 142. Grèges (76324)                     | 143. Greuville (76327)                  | 144. Gruchet-Saint-Siméon (76330)        |
| 145. Grumesnil (76332)                 | 146. Guerville (76333)                  | 147. Gueures (76334)                    | 148. Gueutteville (76335)                |
| 149. Gueutteville-les-Grès (76336)     | 150. La Hallotière (76338)              | 151. Le Hanouard (76339)                | 152. Haucourt (76343)                    |
| 153. Haudricourt (76344)               | 154. Haussez (76345)                    | 155. Hautot-l’Auvray (76346)            | 156. Hautot-sur-Mer (76349)              |
| 157. La Haye (76352)                   | 158. Héberville (76353)                 | 159. Hermanville (76356)                | 160. Heugleville-sur-Scie (76360)        |
| 161. Hodeng-au-Bosc (76363)            | 162. Hodeng-Hodenger (76364)            | 163. Houdetot (76365)                   | 164. Les Ifs (76371)                     |
| 165. Illois (76372)                    | 166. Imbleville (76373)                 | 167. Incheville (76374)                 | 168. Ingouville (76375)                  |
| 169. Lamberville (76379)               | 170. Lammerville (76380)                | 171. Landes-Vieilles-et-Neuves (76381)  | 172. Lestanville (76383)                 |
| 173. Lintot-les-Bois (76389)           | 174. Londinières (76392)                | 175. Longmesnil (76393)                 | 176. Longroy (76394)                     |
| 177. Longueil (76395)                  | 178. Longueville-sur-Scie (76397)       | 179. Lucy (76399)                       | 180. Luneray (76400)                     |
| 181. Malleville-les-Grès (76403)       | 182. Manéhouville (76405)               | 183. Manneville-ès-Plains (76407)       | 184. Marques (76411)                     |
| 185. Martigny (76413)                  | 186. Martin-Église (76414)              | 187. Massy (76415)                      | 188. Mathonville (76416)                 |
| 189. Maucomble (76417)                 | 190. Mauquenchy (76420)                 | 191. Melleville (76422)                 | 192. Ménerval (76423)                    |
| 193. Ménonval (76424)                  | 194. Mésangueville (76426)              | 195. Mesnières-en-Bray (76427)          | 196. Le Mesnil-Durdent (76428)           |
| 197. Mesnil-Follemprise (76430)        | 198. Le Mesnil-Lieubray (76431)         | 199. Mesnil-Mauger (76432)              | 200. Le Mesnil-Réaume (76435)            |
| 201. Meulers (76437)                   | 202. Millebosc (76438)                  | 203. Molagnies (76440)                  | 204. Monchaux-Soreng (76441)             |
| 205. Monchy-sur-Eu (76442)             | 206. Montérolier (76445)                | 207. Montreuil-en-Caux (76449)          | 208. Montroty (76450)                    |
| 209. Morienne (76606)                  | 210. Mortemer (76454)                   | 211. Morville-le-Héron (76455)          | 212. Muchedent (76458)                   |
| 213. Nesle-Hodeng (76459)              | 214. Nesle-Normandeuse (76460)          | 215. Neufbosc (76461)                   | 216. Neufchâtel-en-Bray (76462)          |
| 217. Neuf-Marché (76463)               | 218. Neuville-Ferrières (76465)         | 219. Néville (76467)                    | 220. Nolléval (76469)                    |
| 221. Normanville (76470)               | 222. Notre-Dame-d’Aliermont (76472)     | 223. Notre-Dame-du-Parc (76478)         | 224. Nullemont (76479)                   |
| 225. Ocqueville (76480)                | 226. Offranville (76482)                | 227. Oherville (76483)                  | 228. Omonville (76485)                   |
| 229. Osmoy-Saint-Valery (76487)        | 230. Ouainville (76488)                 | 231. Ourville-en-Caux (76490)           | 232. Ouville-la-Rivière (76492)          |
| 233. Paluel (76493)                    | 234. Petit-Caux (76618)                 | 235. Pierrecourt (76500)                | 236. Pleine-Sève (76504)                 |
| 237. Pommereux (76505)                 | 238. Pommeréval (76506)                 | 239. Ponts-et-Marais (76507)            | 240. Preuseville (76511)                 |
| 241. Puisenval (76512)                 | 242. Quiberville (76515)                | 243. Quièvrecourt (76516)               | 244. Rainfreville (76519)                |
| 245. Réalcamp (76520)                  | 246. Rétonval (76523)                   | 247. Ricarville-du-Val (76526)          | 248. Richemont (76527)                   |
| 249. Rieux (76528)                     | 250. Rocquemont (76532)                 | 251. Roncherolles-en-Bray (76535)       | 252. Ronchois (76537)                    |
| 253. Rosay (76538)                     | 254. Rouvray-Catillon (76544)           | 255. Rouxmesnil-Bouteilles (76545)      | 256. Royville (76546)                    |
| 257. Saâne-Saint-Just (76549)          | 258. Saint-Aubin-le-Cauf (76562)        | 259. Saint-Aubin-sur-Mer (76564)        | 260. Saint-Aubin-sur-Scie (76565)        |
| 261. Saint-Crespin (76570)             | 262. Saint-Denis-d’Aclon (76572)        | 263. Saint-Denis-sur-Scie (76574)       | 264. Saint-Germain-d’Étables (76582)     |
| 265. Saint-Germain-sur-Eaulne (76584)  | 266. Saint-Hellier (76588)              | 267. Saint-Honoré (76589)               | 268. Saint-Jacques-d’Aliermont (76590)   |
| 269. Saint-Léger-aux-Bois (76598)      | 270. Saint-Lucien (76601)               | 271. Saint-Maclou-de-Folleville (76602) | 272. Saint-Mards (76604)                 |
| 273. Saint-Martin-au-Bosc (76612)      | 274. Saint-Martin-aux-Buneaux (76613)   | 275. Saint-Martin-le-Gaillard (76619)   | 276. Saint-Martin-l’Hortier (76620)      |
| 277. Saint-Martin-Osmonville (76621)   | 278. Saint-Michel-d’Halescourt (76623)  | 279. Saint-Nicolas-d’Aliermont (76624)  | 280. Saint-Ouen-du-Breuil (76628)        |
| 281. Saint-Ouen-le-Mauger (76629)      | 282. Saint-Ouen-sous-Bailly (76630)     | 283. Saint-Pierre-Bénouville (76632)    | 284. Saint-Pierre-des-Jonquières (76635) |
| 285. Saint-Pierre-en-Val (76638)       | 286. Saint-Pierre-le-Vieux (76641)      | 287. Saint-Pierre-le-Viger (76642)      | 288. Saint-Rémy-Boscrocourt (76644)      |
| 289. Saint-Riquier-en-Rivière (76645)  | 290. Saint-Riquier-ès-Plains (76646)    | 291. Saint-Saëns (76648)                | 292. Saint-Saire (76649)                 |
| 293. Saint-Sylvain (76651)             | 294. Saint-Vaast-d’Équiqueville (76652) | 295. Saint-Vaast-Dieppedalle (76653)    | 296. Saint-Vaast-du-Val (76654)          |
| 297. Saint-Valery-en-Caux (76655)      | 298. Saint-Victor-l’Abbaye (76656)      | 299. Sainte-Agathe-d’Aliermont (76553)  | 300. Sainte-Beuve-en-Rivière (76567)     |
| 301. Sainte-Colombe (76569)            | 302. Sainte-Foy (76577)                 | 303. Sainte-Geneviève (76578)           | 304. Sainte-Marguerite-sur-Mer (76605)   |
| 305. Sassetot-le-Malgardé (76662)      | 306. Sasseville (76664)                 | 307. Sauchay (76665)                    | 308. Saumont-la-Poterie (76666)          |
| 309. Sauqueville (76667)               | 310. Sept-Meules (76671)                | 311. Serqueux (76672)                   | 312. Sigy-en-Bray (76676)                |
| 313. Smermesnil (76677)                | 314. Sommery (76678)                    | 315. Sommesnil (76679)                  | 316. Sotteville-sur-Mer (76683)          |
| 317. Thil-Manneville (76690)           | 318. Le Thil-Riberpré (76691)           | 319. Thiouville (76692)                 | 320. Tocqueville-en-Caux (76694)         |
| 321. Torcy-le-Grand (76697)            | 322. Torcy-le-Petit (76698)             | 323. Tôtes (76700)                      | 324. Touffreville-sur-Eu (76703)         |
| 325. Tourville-sur-Arques (76707)      | 326. Le Tréport (76711)                 | 327. Val-de-Saâne (76018)               | 328. Val-de-Scie (76034)                 |
| 329. Varengeville-sur-Mer (76720)      | 330. Varneville-Bretteville (76721)     | 331. Vassonville (76723)                | 332. Vatierville (76724)                 |
| 333. Veauville-lès-Quelles (76730)     | 334. Vénestanville (76731)              | 335. Ventes-Saint-Rémy (76733)          | 336. Veules-les-Roses (76735)            |
| 337. Veulettes-sur-Mer (76736)         | 338. Vieux-Rouen-sur-Bresle (76739)     | 339. Villers-sous-Foucarmont (76744)    | 340. Villy-sur-Yères (76745)             |
| 341. Vittefleur (76748)                | 342. Wanchy-Capval (76749)              |                                         |                                          |

## Neuordnung der Arrondissements 2017

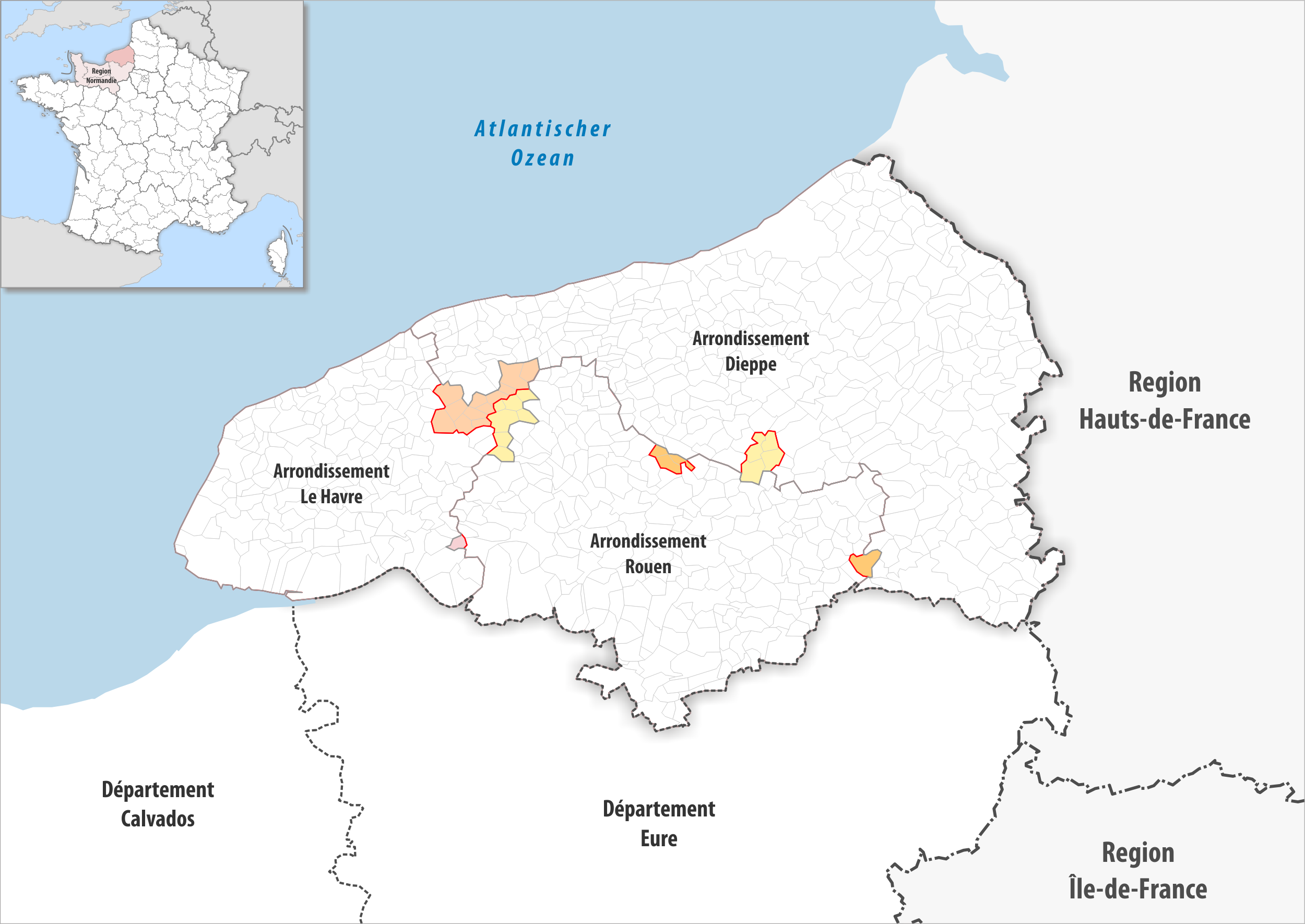
Arrondissementsanpassungen im Jahr 2017

Durch die Neuordnung der Arrondissements im Jahr 2017 wurden die Fläche der zwölf Gemeinden Ancourteville-sur-Héricourt, Beuzeville-la-Guérard, Cleuville, Le Hanouard, Hautot-l’Auvray, Normanville, Oherville, Ourville-en-Caux, Saint-Vaast-Dieppedalle, Sommesnil, Thiouville und Veauville-lès-Quelles aus dem Arrondissement Le Havre und die Fläche der vier Gemeinden Beautot, Gueutteville, Le Héron und Saint-Ouen-du-Breuil aus dem Arrondissement Rouen dem Arrondissement Dieppe zugewiesen.
Dafür wurde die Fläche der vier Gemeinden Beaumont-le-Hareng, Bosc-le-Hard, Cottévrard und Grigneuseville aus dem Arrondissement Dieppe dem Arrondissement Rouen zugewiesen.

## Ehemalige Gemeinden seit der landesweiten Neuordnung der Arrondissements
bis 2025:
Le Héron, Morville-sur-Andelle
bis 2018:
Auffay, Cressy, Sévis
bis 2015:
Assigny, Auquemesnil, Belleville-sur-Mer, Berneval-le-Grand, Biville-sur-Mer, Bracquemont, Brunville, Derchigny, Le Fossé, Glicourt, Gouchaupre, Greny, Guilmécourt, Intraville, Penly, Saint-Martin-en-Campagne, Saint-Quentin-au-Bosc, Tocqueville-sur-Eu, Tourville-la-Chapelle

## Neue Gemeinden seit der landesweiten Neuordnung der Arrondissements
ab 2019:
Val-de-Scie
ab 2017:
Saint-Lucien